# 帰ってきた夢旅人
樋口了一の帰ってきた夢旅人（ひぐちりょういちのかえってきたゆめたびびと）は、FM熊本ほかで放送されていたラジオ番組。2008年4月6日 - 2023年9月24日(FM熊本)放送。

## 出演
- 樋口了一

## 番組名の由来
番組名に“帰ってきた”とついているのは、そもそもTBCラジオで『TBC TALKING BEAT』の枠で水曜日に放送されていた『水曜日の夢旅人』（すいようびのゆめたびびと）が母体となっているところにある。この番組の枠の消滅に伴い終了した後、競合社Date fmで佐藤健一が担当する番組『Shake Beats』のコーナー『土曜日の夢旅人』（どようびのゆめたびびと）として継続された後に再びTBCラジオで放送されることとなったため『帰ってきた夢旅人』ということとなる。
“夢旅人”は樋口が北海道テレビ『水曜どうでしょう』のために作った曲『1/6の夢旅人』に由来する。TBCラジオ、Date fmが所在する宮城県は秋田県、栃木県などと並び、水曜どうでしょうが古くから放送されており、認知度は比較的高かった。
2008年の番組開始当初はTBCラジオとOBSラジオの2社ネットだった。大分県では樋口は長らくFM大分において『大人のためのポップス講座』を担当していた（2009年5月終了）。
2023年10月1日からは、FM熊本にてこの番組を放送していた時間帯で、新番組「樋口了一のCAST YOUR DICE」がスタートした。

## 番組内容
樋口と佐藤がスタジオではなく街に出てフリートークを繰り広げる。シングル『手紙〜親愛なる子供たちへ〜』の発売後しばらくの間は番組の後半はこの曲をフルコーラス完奏することに費やすため、トークは番組前半が中心となっていた。
AM放送と2009年4月にFM放送でも開始したが当初からある
とでは番組内容が異なっている。超短波放送版は放送開始。

## ネット局
AM放送
- ABSラジオ 土曜 16:30 - 16:50
- RNCラジオ 火曜 18:15 - 18:45 （2013年10月6日放送開始）

短波放送
- ラジオNIKKEI第1放送 木曜日 23:00 - 23:30（2015年7月2日放送開始）→ 日曜日 19:00 - 19:30 → 月曜日 20:20 - 20:50，水曜日 21:30 - 22:00(再放送)

FM放送
- FM熊本 日曜日 07:30 - 08:00

### 過去のネット局
- AIR-G' 2009年4月 - 2011年9月
- TBCラジオ 2008年4月6日 - 2009年9月27日
- GBSラジオ 2009年10月 - 2010年9月26日
- Date fm 2009年10月2日 - 2010年9月26日
- IBCラジオ 2009年4月 - 2010年10月3日（『週刊ミュージックパンチ』の1コーナーとして放送）
- KBCラジオ 2011年10月2日 - 2012年4月1日
- HBCラジオ 2013年10月2日 - 2015年12月31日・2016年4月3日 - 2018年6月27日[1]